# Chris Evans (homme politique britannique)
Pour les articles homonymes, voir Chris Evans.
Christopher James Evans (né le 17 juillet 1977) est un homme politique travailliste britannique, qui est député d'Islwyn depuis 2010.

## Jeunesse
Chris Evans grandit dans les vallées de Rhondda. Il est diplômé en histoire du Trinity College de Carmarthen.
À l'âge de 13 ans, il subit une grave blessure à la jambe dans un accident de la route avec des mois de convalescence: il déclare plus tard que l'expérience, en plus du stress causé par le divorce de ses parents, l'amène à développer un trouble dysmorphique corporel.
Avant d'être élu au Parlement, il travaille comme bookmaker, dans une banque et comme responsable syndical. Il travaille comme assistant parlementaire auprès du député de l'époque d'Islwyn, Don Touhig pendant quatre ans.

## Carrière parlementaire
Il est le candidat travailliste pour Cheltenham aux élections générales de 2005, mais perd. Cependant, aux élections générales de 2010, il est élu député au siège travailliste sûr d'Islwyn.
Son premier discours porte sur les prêts abordables et les prêts sur salaire. Depuis son élection, il fait campagne contre la précarité énergétique,,.
Il dirige un débat au Westminster Hall sur les possibilités d'emploi pour les personnes atteintes d'une maladie inflammatoire de l'intestin.
Evans est membre du Comité spécial de la justice. En juillet 2012, après deux ans en tant que député, il est promu au département de l'ombre de l'environnement, de l'alimentation et des affaires rurales comme Secrétaire parlementaire privé de l'ombre de la secrétaire d'État Mary Creagh. À la suite d'un remaniement en octobre 2013, Evans rejoint l'équipe du Trésor en tant que secrétaire privé parlementaire du secrétaire en chef du Trésor fantôme, Chris Leslie.
Il soutient Owen Smith dans la tentative ratée de remplacer Jeremy Corbyn lors de l'élection à la direction du Parti travailliste (Royaume-Uni) en 2016.